# Der Kranz der Engel

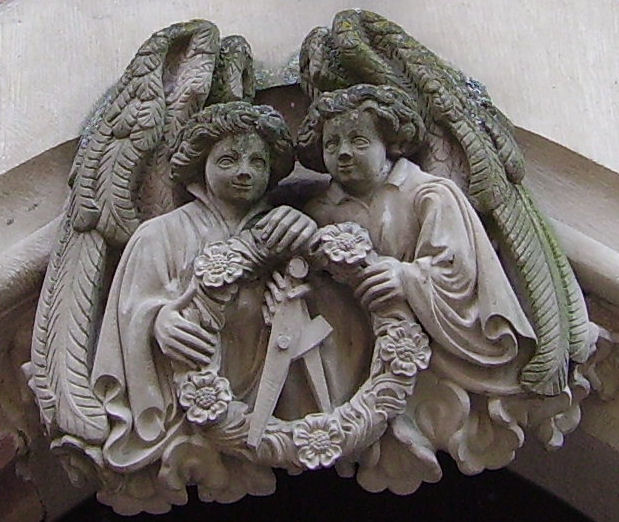
Heidelberger Schloss: Engelswappen

Der Kranz der Engel ist der letzte Band eines zweibändigen Romans von Gertrud von le Fort, der 1946 bei Michael Beckstein in München erschien. Der erste Band, Das Schweißtuch der Veronika, war bereits 1928 – ebenfalls in München – veröffentlicht worden.
Die 26-jährige katholische Christin  Veronika liebt Enzio, einen Gegner des Christentums. Die Liebe wird erwidert. Während der Brautzeit sträubt sich Enzio. Keinesfalls will er bei der bevorstehenden Trauung den Segen der katholischen Kirche. Veronika hält sowohl an ihrer Liebe als auch an ihrer Religion fest. Nach einer Beichte wird die junge Braut aus der Gemeinschaft der Christen ausgeschlossen. Darauf bricht sie physisch zusammen. Aus Liebe zu Veronika gibt Enzio seinen Starrsinn auf. Darauf ist Veronika auf dem Weg der Genesung.

## Zeit, Ort und Form

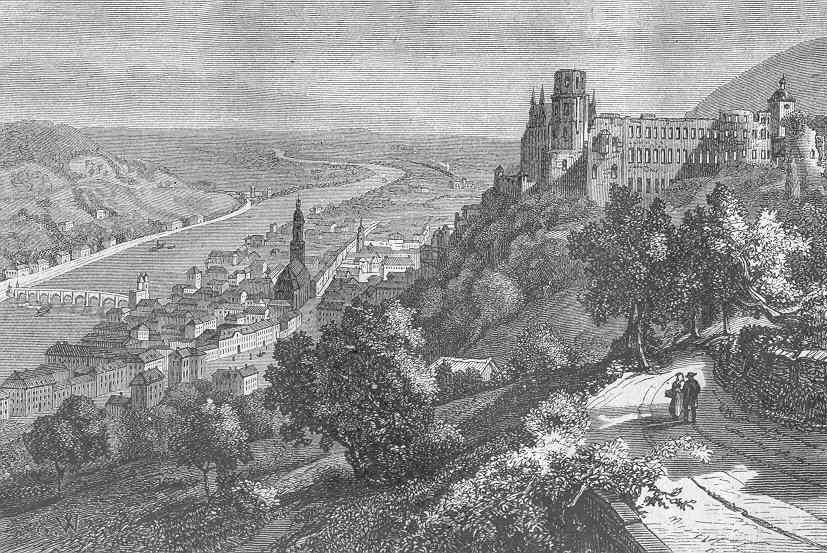
Heidelberg

Ort der Handlung ist Heidelberg im Jahr 1924. Einmal besucht das Brautpaar während eines Tagesausflugs den Dom zu Speyer.
Form: Die Ich-Erzählerin Veronika blickt zurück; erzählt von „damals“, als jene Wunden geschlagen wurden, die zum Erzählzeitpunkt verheilt sind.

## Titel
Gemeinsam suchen Veronika und Enzio das Heidelberger Schloss auf. Oben an dem Spitzbogen eines gotischen Tores erblicken sie zwei Engel mit hoch aufgerichteten Flügeln, die eng aneinander geschmiegt einen Kranz halten. Ein Bild der beiden Engel hängt in Veronikas Zimmer. Im Einschlummern war es ihr so gewesen, als ob die Engel gerufen hätten: „Alles, was dein eigen ist, es ist vor Gott bereits sein.“ Über den ganzen Roman hinweg hält Veronika dieses Bildnis für das Schutzsymbol ihrer Verbindung mit Enzio. Genauer: Die tief gläubige Veronika nimmt den Kranz als Sinnbild ihrer unlösbaren Verbundenheit mit dem ungläubigen Manne.

## Inhalt
Veronika wird in Heidelberg im Hause ihres Vormunds, eines Professors und Kulturphilosophen, mit offenen Armen aufgenommen. Eigentlich will Veronika zurück zu Pater Angelo nach Rom, um in der Via Lucchesi eine Klosterfrau zu werden. Doch da begegnet sie dem Studenten Enzio, der seine Dissertation beendet. Aus der Jugendfreundschaft wird Liebe. Veronika erkennt, das Problem ist ihre Frömmigkeit und Enzios Gottlosigkeit. Trotzdem bleibt sie in Heidelberg und studiert an Enzios Seite. Sie hört Kunstgeschichte und bei ihrem Vormund Religionsphilosophie. Enzio ist der begabteste Schüler ihres Vormunds. Enzios Mutter, die Frau Wolke, die ebenso wie Veronika das Vermögen während der Deutsche Inflation 1914 bis 1923#Hyperinflation des Jahres 1923 verloren hat, betreibt in Heidelberg eine kleine Fremdenpension. Enzio ist im Kriege beinahe Invalide geworden. Oft hatte er im Felde an Veronika gedacht. Als er damals verwundet lag, hatte er sie in höchster Not gerufen. Veronika, seherisch begabt, hielt sich damals in der Schweiz auf und hatte dem Freunde geantwortet.
Enzio verfasst Aufsätze, die die Kritik an dem schweren Frieden zum Inhalt haben. Nach dem Kriegserlebnis will Enzio kein Dichter mehr sein. Lieber arbeitet er die Zukunft Deutschlands schriftlich aus, um das „Volk von diesem fürchterlichen Frieden zu befreien“. Enzio verlobt sich mit Veronika. Der Dechant von Heidelberg, dem Veronika ihre Heiratsabsicht persönlich mitteilt, kann die Verbindung mit einem Manne, der weder Christ noch Katholik ist, keinesfalls gutheißen. Diese Ehe könne die Kirche höchstens unter zwei Voraussetzungen dulden: kirchliche Trauung und christliche Erziehung der Kinder aus dieser Ehe. Enzio, der in seiner „Gottesferne“ eine Ehe ohne Gott will, hält an seiner Liebe zu Veronika fest. Veronika will bald heiraten; möchte ein einfaches Eheleben führen. Enzio bewirbt sich als Schriftleiter bei einer unbedeutenden Zeitung. Differenzen gibt es. Enzio sieht seine Lebensaufgabe im „Wiederkommen“ und statuiert engstirnig die Ewigkeit des unwiederbringlich Verlorenen. Veronika widerspricht. Ewig sei nur Gott allein. Die Christin hält an der kirchlichen Trauung gegen den Willen des Bräutigams fest. Die Hochzeit wird aufgeschoben. Veronika will auf Enzio warten, bis an ihr Ende, wenn es sein muss. Allen Fährnissen zum Trotz hält sie stand; selbst, als Enzio herrisch ihren Körper begehrt. Der Vormund muss mit seinem Vorzugsschüler Enzio sehr schlechte Erfahrungen machen und bezweifelt, ob Veronika dem starken Willen ihres Verlobten widerstehen könne. Frau Seide, das ist die egoistische Gattin des Vormunds, möchte ihrer labilen Gesundheit wegen Veronika gerne aus dem Haus haben. In Wahrheit ist die heuchlerische, kinderlose Frau auf Veronika eifersüchtig. Der Vormund bestimmt, Veronika bleibt. Frau Seide, bei der „alles schöner Anzug“ ist, setzt sich hinterlistig durch. Der Vormund will Veronika finanziell unterstützen. Sie möchte eine Reise nach Rom unternehmen, um ihre ehemalige Kinderfrau Jeanette abzuholen. Dazu kommt es nicht. Frau Wolke, die gegen Veronika als Schwiegertochter war, ist immer für ihren einzigen Sohn Enzio da. Nun stellt sie sich krank, damit die künftige Schwiegertochter die Leitung der kleinen Pension übernehmen muss. Veronika fügt sich und arbeitet sich ein. Frau Wolke wird todsterbenskrank, nur, weil Veronika einer Heirat ohne Gott nicht zustimmt. Die Braut heiratet aber nicht. Pater Angelo bestärkt Veronika brieflich, dem ungläubigen Enzio unbeirrt die Treue zu halten. Das fällt ihr schwer, wenn sie an Enzios Vorwurf denkt: „Wer hat mich an die Dämonen ausgeliefert?“ Beide Verlobte leiden, doch keiner gibt nach. Der Heidelberger Dechant, bei dem Veronika beichtet, meint, sie sei zu nachgiebig gewesen. Er schließt die Gläubige nach dem Gesetz der Kirche vom Empfang der heiligen Kommunion aus. Veronika geht nicht mehr in die Kirche. Enzio hat die Verlobte besiegt. Sie kann nicht mehr weinen. Veronika erkrankt schwer und ringt mit dem Tode. Jeanette eilt zur Pflege aus Rom herbei. Der Dechant beziehungsweise sein Kaplan machen Besuche und bringen der Kranken die heilige Kommunion. Der wiedererstarkte „Schwiegermutter“ Frau Wolke hat für den Behelfsaltar neben Veronikas Bett ihr bestes Tafeltuch leihweise ausgebreitet. Enzio war zum Dechanten gegangen und hatte versprochen, falls Veronika am Leben bliebe, „alles zu willigen, was die Kirche von ihm fordere“.

## Rezeption
- Das Thema des Romans, die Auseinandersetzung zwischen traditionellem Katholizismus und Atheismus, sei Gertrud von le Forts ökumenisches Anliegen.[13]
- In ihrer Heidelberger Zeit – das sind die sechs Jahre vor dem Ersten Weltkrieg – wurde Gertrud von le Fort von Ernst Troeltsch beeinflusst und begegnete auch Stefan George.[14] Während die Autorin mit Veronikas Vormund, dem Professor, ein Bild ihres verehrten Lehrers Ernst Troeltsch zeichne[15], allegorisiere Enzio die Gefahr, die von Stefan George ausgegangen wäre.[16]
- Die glückliche Lösung des Konflikts zwischen den Verlobten kann Meyerhofer[17] nicht überzeugen.
- Der erste Roman ist eigenständiger als der zweite.[18]
- Für Veronika steht die Liebe über jedem geltenden Gesetz.[19] „Veronika empfindet die Liebe zu ihrem Jugendfreund Enzio als religiösen Auftrag.“[20]
- September 1948 an die Adresse des Lesers: „Deutschland kann nur auferstehen durch die Kraft der menschlichen Liebe.“[21]